# Коломбу (Парана)
Коломбу (порт. Colombo) — муниципалитет в Бразилии, входит в штат Парана. Составная часть мезорегиона Агломерация Куритиба. Входит в экономико-статистический микрорегион Куритиба. Население составляет 231 787 человек на 2006 год. Занимает площадь 198,007 км². Плотность населения — 1170,6 чел./км².

## История
Город основан 16 февраля 1890 года. 

## Статистика
- Валовой внутренний продукт на 2004 год составляет 960 281 926,00 реалов (данные: Бразильский институт географии и статистики).
- Валовой внутренний продукт на душу населения на 2004 год составляет 4426,00 реалов (данные: Бразильский институт географии и статистики).
- Индекс развития человеческого потенциала на 2000 год составляет 0,764 (данные: Программа развития ООН).

## География
Климат местности: субтропический. В соответствии с классификацией Кёппена, климат относится к категории Cfb.